# Rosellinia lignicola
Rosellinia lignicola är en svampart som först beskrevs av Cooke & Massee, och fick sitt nu gällande namn av Petr. & Syd. 1924. Rosellinia lignicola ingår i släktet Rosellinia och familjen kolkärnsvampar.   Inga underarter finns listade i Catalogue of Life.